# Pestalopezia tsugae
Pestalopezia tsugae är en svampart som beskrevs av A. Funk 1978. Pestalopezia tsugae ingår i släktet Pestalopezia och familjen Helotiaceae.   Inga underarter finns listade i Catalogue of Life.